# Muara Baru (Pemulutan)
Muara Baru is een bestuurslaag in het regentschap Ogan Ilir van de provincie Zuid-Sumatra, Indonesië. Muara Baru telt 692 inwoners (volkstelling 2010).